# Monika Griefahn

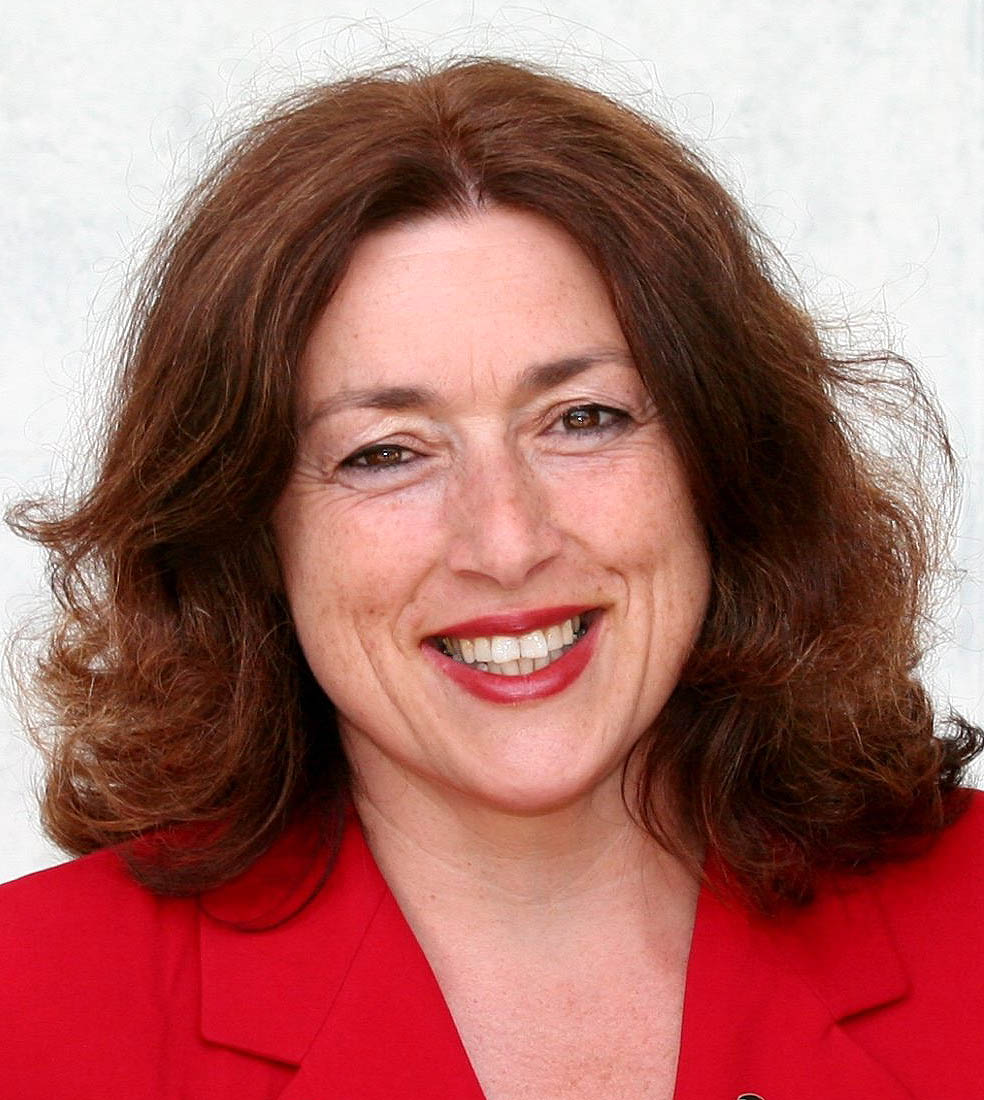
Monika Griefahn (2008)

Monika Griefahn (* 3. Oktober 1954 in Mülheim an der Ruhr) ist eine deutsche Politikerin (SPD) und Mitbegründerin der Umweltschutzorganisation Greenpeace Deutschland. Von 1980 bis 1990 war sie bei Greenpeace aktiv und erste Frau im Vorstand von Greenpeace International (1984–1990).
Von 1990 bis 1998 war sie niedersächsische Umweltministerin und von 1998 bis 2009 Mitglied des Deutschen Bundestages. Dort war sie Fachpolitikerin für Kultur und Medien sowie Auswärtige (Kultur-)Politik. Seit dem Ende ihrer politischen Karriere arbeitet Griefahn als Consultant für Cradle to Cradle und Kreislaufwirtschaft. Von 2012 bis 2018 war sie als Umweltmanagerin im Tourismus tätig. 2020 kandidierte sie als Oberbürgermeisterin ihrer Heimatstadt Mülheim an der Ruhr.

## Leben und Beruf
Nach dem Abitur 1973 an der Luisenschule in Mülheim an der Ruhr absolvierte Monika Griefahn ein Studium der Mathematik und der Sozialwissenschaften in Göttingen und Hamburg, welches sie 1979 als Diplom-Soziologin abschloss. Ab 1973 war sie in der Jugend- und Bildungsarbeit beim Deutsch-Französischen Jugendwerk tätig. Von 1976 bis 1980 war sie Seminarleiterin beim gewerkschaftsnahen Arbeitskreis „Arbeit und Leben“ und war danach als Bildungsreferentin beim Christlicher Verein Junger Menschen (CVJM) in Hamburg tätig. Als CVJM-Bildungsreferentin lernte sie in Seminaren Greenpeace France kennen und kam auf die Idee, Greenpeace Deutschland zu gründen.
Ab 1980 war sie mit engagiert im Aufbau des deutschen Greenpeace-Büros in Hamburg, wo sie anschließend drei Jahre Co-Geschäftsführerin war. Dort organisierte sie unter anderem Kampagnen gegen die chemische Verschmutzung der Nordsee (gegen Dünnsäure-Verklappung und Verbrennung von chemischen Abfällen auf See sowie Einleitungen von giftigen Abwässern in Meere und Flüsse). Von 1984 bis 1990 war sie als erste Frau Mitglied im internationalen Vorstand von Greenpeace. Dort war sie unter anderem zuständig für den Aufbau neuer Büros sowie die Aus- und Fortbildung von Aktiven und Mitarbeitern weltweit.
Im Mai 1990 gewann die SPD die Landtagswahl in Niedersachsen. Gerhard Schröder wurde Ministerpräsident Niedersachsens und berief Griefahn als Umweltministerin in sein erstes Kabinett. 
Nach der Landtagswahl 1994 berief er sie auch in sein zweites Kabinett.
(siehe Kapitel Öffentliche Ämter und Abgeordnete).
Seit 1992 ist sie Mitglied der SPD.
2002 wurde sie als Ritterin in die französische Ehrenlegion aufgenommen.
Von Mai 2012 bis Juli 2018 arbeitete Griefahn als Direktorin für Umwelt und Gesellschaft für das Rostocker Kreuzfahrtunternehmen AIDA Cruises, das zur US-amerikanisch/englischen Carnival Corporation gehört. Gemeinsam mit AIDA-Präsident Michael Ungerer erhielt sie 2014 den B.A.U.M.-Umweltpreis. 
Von 2018 bis 2021 beriet Griefahn die Costa Group als Senior Adviser Sustainability.
Griefahn war an der Technischen Universität Hamburg-Harburg Dozentin von 2012 bis 2019 und gab Seminare zu den Themen Umweltpolitik und Nachhaltigkeit.
Im Jahr 2013 promovierte sie zusammen mit Edda Rydzy mit der Dissertation Der Grundwiderspruch der deutschen Nachhaltigkeitsstrategie. Cradle to Cradle als möglicher Lösungsweg. Ansatzpunkte und strategische Potenziale von Kulturpolitik.
2018 erhielt Griefahn für ihre Verdienste das Bundesverdienstkreuz am Bande.
Im Februar 2020 stellte sie der Unterbezirksparteitag der Mülheimer SPD als Kandidatin für die Wahl des Oberbürgermeisters auf. Sie erreichte die Stichwahl und unterlag dort ihrem CDU-Konkurrenten Marc Buchholz (25,4 %) mit 43,26 zu 56,74 % der Stimmen (Wahlbeteiligung: 37,82 %).
2021 wurde Griefahn der „European International Women’s Leadership Award“ verliehen.
Griefahn ist Vorstandsvorsitzende der Lobbyorganisation E-Fuel Alliance.
Griefahn ist mit dem Chemiker Michael Braungart verheiratet und hat zwei Töchter. Im März 2013 starb ihr Sohn Jonas Griefahn im Alter von 24 Jahren nach schwerer Krankheit. 
Ihre Tochter Nora Sophie Griefahn gründete 2012 mit Tim Janßen die Organisation Cradle to Cradle.

## Abgeordnete
Von 1994 bis 1998 war sie Mitglied des Landtages von Niedersachsen.
Von 1998 bis 2009 war sie Mitglied des Deutschen Bundestages und hier von Juli 2000 bis September 2005 Vorsitzende des Bundestagsausschusses für Kultur und Medien.
Sie zog nach der Bundestagswahl am 27. September 1998 in den Bundestag ein (siehe auch Liste der Mitglieder des Deutschen Bundestages (14. Wahlperiode)). Gerhard Schröder wurde Bundeskanzler und bildete die erste rot-grüne Koalition auf Bundesebene sowie das Kabinett Schröder I.
Sie war Mitglied im Auswärtigen Ausschuss, im Unterausschuss Auswärtige Kultur- und Bildungspolitik (Auswärtige Kulturpolitik) und im Unterausschuss Neue Medien, dessen Sprecherin sie von 2002 bis 2005 war.
Von 1999 bis 2000 und von 2005 bis 2009 war Griefahn Sprecherin der Arbeitsgruppe Kultur und Medien sowie der Arbeitsgruppe Auswärtige Kultur- und Bildungspolitik der SPD-Bundestagsfraktion. Von 2000 bis 2005 war sie Ausschussvorsitzende für Kultur und Medien.
In ihrer Funktion als Kulturpolitikerin initiierte sie die Gründung des Deutschen Computerspielpreises maßgeblich mit. Sie engagierte sich weiterhin für die Förderung des deutschen Films, für ein starkes Urheberrecht, für die Buchpreisbindung bzw. den Erhalt einer dezentralen Buchhandlungsstruktur, für kulturelle Vielfalt und für die Stabilisierung und Ausweitung der Goethe-Institute und Deutschen Schulen im Ausland sowie der Deutschen Welle.
In der Außenpolitik engagierte sie sich besonders für die Einführung von alternativen Energien bei bundeseigenen Liegenschaften in aller Welt sowie für die Unterstützung von Projekten von Nichtregierungsorganisationen (NGOs).
Nach der Bundestagswahl am 18. September 2005 zog sie wieder in den Bundestag ein. Sie wurde zur Vorsitzenden der vom Deutschen Bundestag und der Französischen Nationalversammlung (Assemblée Nationale) eingesetzten bilateralen Arbeitsgruppe zur kulturellen Vielfalt gewählt.
Nachdem Griefahn „sexistischen, rassistischen, Drogen und Gewalt verherrlichenden“ Deutsch-Rap kritisiert hatte, attackierte der Rapper Sido sie in seinem Lied Nixxx los heftig. Rapper Bushido schrieb in seinem Lied Endgegner: „Monika Griefahn steht nicht auf mein Humor“. Auch von anderen deutschen Rappern wurde sie anlässlich ihrer Äußerung kritisch erwähnt; dies wurde nur selten in Medien rezipiert. Die taz berichtete im Juli 2007 über eine Razzia bei Mitgliedern des Hip-Hop-Labels Hirntot Records, bei dem unter anderem CDs mit Morddrohungen gegen Griefahn gefunden wurden.
Griefahn ist 1998 als direkt gewählte Abgeordnete des Wahlkreises Harburg, in den Jahren 2002 und 2005 als direkt gewählte Abgeordnete des Wahlkreises Soltau-Fallingbostel – Winsen L. in den Bundestag eingezogen. Vor der Bundestagswahl 2009 wurde der Bundestagswahlkreis Harburg wieder eingerichtet; Griefahn kandidierte in diesem bei der Wahl zum 17. Deutschen Bundestag am 27. September 2009; diese Wahl gewann der CDU-Kandidat Michael Grosse-Brömer.

## Öffentliche Ämter

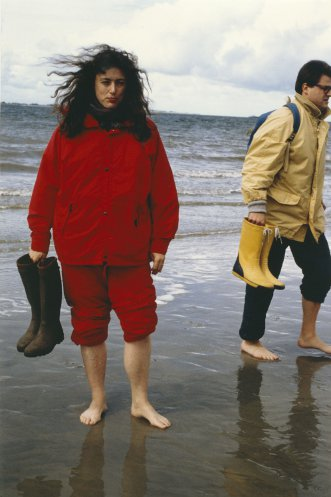
Monika Griefahn als niedersächsische Umweltministerin im Watt

Von 1990 bis 1998 gehörte sie der von Ministerpräsident Gerhard Schröder geleiteten Landesregierung als Umweltministerin des Landes Niedersachsen an. Ein geplanter Ausstieg aus der Nutzung der Atomenergie auf Landesebene scheiterte damals an der übergeordneten Kompetenz der Bundesminister für Umwelt, Naturschutz und Reaktorsicherheit Klaus Töpfer (1990–1994) und Angela Merkel (1994–1998). Parallel trieb Griefahn den Ausbau der Erneuerbaren Energien in Niedersachsen mit einem Ökofonds und einem Windenergieatlas voran. Ihr Engagement trug dazu bei, dass Atomausstiegsgespräche durch die rot-grüne Bundesregierung (1998–2005) möglich wurden und im Jahr 2002 das Atomausstiegsgesetz in Kraft trat.
Als Umweltministerin in Niedersachsen initiierte Monika Griefahn die Umkehr der bis dahin üblichen Beseitigung von Müll auf Deponien und in Müllverbrennungsanlagen hin zu Produkten, die leichter demontiert und wiederverwertet werden konnten, zur Mülltrennung und zur unterschiedlichen Behandlung von Müll, zum Beispiel Kompostierung oder mechanische Vorbehandlung. Rund zehn zuvor geplante Müllverbrennungsanlagen wurden in der Folge nicht gebaut.
Sie setzte darüber hinaus durch, dass die Beschaffungsrichtlinie für die öffentliche Hand in Niedersachsen ökologischer ausgerichtet wurde. Im Naturschutz etablierte sie den Nationalpark Harz und das Biosphärenreservat Elbtalaue und brachte die Anerkennung des Wattenmeeres bei der UNESCO (Man and Biosphere-Programm) voran.
1991 überreichte sie Herbert Gruhl für seine Verdienste um den Natur- und Umweltschutz das Bundesverdienstkreuz am Bande.
Im Aufsichtsrat der Expo 2000 GmbH trat Griefahn für ein von ihrem Mann entwickeltes ökologisches Konzept für die Weltausstellung ein. Dies wurde von der Opposition als „Familienfilz“ bezeichnet. Mit Griefahns Einverständnis beurlaubte Schröder sie vom 10. März bis 5. April 1995 als Umweltministerin. Ein parlamentarischer Untersuchungsausschuss ging dem Vorwurf der Begünstigung des Ehemannes nach. Der Vorwurf war nachweislich falsch. Am 5. April 1995 übernahm Griefahn wieder ihre Amtsgeschäfte.
Die vorgebliche Affäre hatte ihren Anfang in der Bild genommen, der offenbar manipulierte Papiere zugespielt worden waren. Der Verfassungsrichter a. D. Helmut Simon, der als Gutachter den Anschuldigungen nachging, erklärte nach Abschluss der Untersuchung dazu: „Aufklärungsbedürftig könnte noch sein, wer und in wessen Interesse die Vorwürfe gegen Frau Griefahn der Bild-Zeitung zugespielt hat. Aufklärungsbedürftig könnten ebenfalls die […] recherchierten Manipulationen an den in der Öffentlichkeit verbreiteten Dokumenten sein. Die politische Kultur leidet sicherlich in erster Linie Schaden durch berufsethisch vorwerfbares Verhalten von Amtsinhabern, aber auch dann, wenn durch ungerechtfertigte Vorwürfe unter Irreführung der Öffentlichkeit die Menschenwürde verletzt wird. Für einen engagierten Umweltpolitiker muss es besonders kränkend sein, wenn auf diese Weise die Glaubwürdigkeit untergraben wird.“

## Gesellschaftliches Engagement
Von 1986 bis 2024 engagierte sich Griefahn bei der Right Livelihood Award Foundation („Alternativer Nobelpreis“), Stockholm in verschiedenen Funktionen, darunter Jury-Mitglied und Vorsitzende sowie Co-Vorsitzende des International Advisory Councils der Right Livelihood Colleges. Nach wie vor ist sie Vorstandsmitglied von Right Livelihood Schweiz.
Seit 2021 engagiert sie sich unter anderem in der eFuel Alliance als Vorstandsvorsitzende und Sprecherin und war von 2021 bis Ende 2024 Vorsitzende des Klimabeirates in Buchholz in der Nordheide. Sie fungiert seit 2024 als Botschafterin des Deutschen Komitees der UN-Ozeandekade und seit 2022 als Kuratoriumsmitglied im Max-Planck-Institut für Chemische Energiekonversion Mülheim an der Ruhr und ist langjähriges Vorstandsmitglied im Hamburger Umweltinstitut (HUI). Sie gehört dem Stiftungsrat der Stiftung Lebendige Stadt und dem Beirat der Giordano Bruno Stiftung an.
Zuvor war sie lange in der Jury des Nuclear-Free Future Awards (1996 bis 2020) sowie im Kuratorium der Welthungerhilfe (2013–2024). Griefahn gründete unter anderem die beiden Organisationen Stiftung Digitale Spielekultur und Cradle to Crade e. V. (heute C2C NGO) mit. In letzterem ist sie weiterhin Beiratsvorsitzende. Außerdem war sie lange Jahre (2008–2019) in der Jury des Festivals des Umwelt- und Naturfilms und im Vorstand des Kulturforums der Sozialdemokratie (2001–2014). 2008 bis 2014 gehörte sie dem Präsidium des Deutschen Evangelischen Kirchentages an.
Griefahn ist Mitglied und war von 2000 bis 2006 Vorstandsmitglied der Kulturpolitischen Gesellschaft (Bonn).

## Kabinette
- Kabinett Schröder I (Niedersachsen)
- Kabinett Schröder II (Niedersachsen)

## Veröffentlichungen
- Dann doch lieber barocke Fassadenkunst. In: Welt. 27. November 2020, abgerufen am 8. Juli 2022.
- Eine spannende Zeit. In: Zimmermann, Olaf (Hrsg.): Wachgeküsst – 20 Jahre neue Kulturpolitik des Bundes 1998–2018, Deutscher Kulturrat, 2018, ISBN 978-3-947308-10-1.
- Kultur schafft Gesellschaft, Kultur prägt neues Denken. In A. Hildebrandt und W. Landhäußer (Hrsg.): CSR und Energiewirtschaft. Springer Gabler, Heidelberg 2015, ISBN 978-3-662-46582-0
- Computerspiele als Kulturgut? In: S. Ganguin, B. Hoffmann (Hrsg.): Digitale Spielkultur. Kopaed Verlag, München 2010, ISBN 978-3-86736-343-3.
- Kulturwirtschaft und kulturelle Intelligenz. In: B. Wagner: Jahrbuch für Kulturpolitik 2008. Thema: Kulturwirtschaft und kreative Stadt. Bonn/Essen, S. 221–226.
- Nachhaltigkeitspolitik und Kulturpolitik. In: Kulturpolitische Gesellschaft KuPoGe (Hrsg.): Kulturpolitische Mitteilungen II/2002, Bonn.
- Nachhaltigkeitspolitik und Kulturpolitik – eine Verbindung mit Zukunft? In: H. Kurt, B. Wagner (Hrsg.): Kultur-Kunst-Nachhaltigkeit. Die Bedeutung von Kultur für das Leitbild Nachhaltige Entwicklung. Bonn/Essen, 2002, S. 59–68.
- (Hrsg.): Greenpeace. Wir kämpfen für eine Umwelt, in der wir leben können. Rowohlt, Reinbek bei Hamburg 1983, ISBN 3-498-02434-5.
- Weil ich ein Lied hab'. Die Politik einer Umweltministerin. Piper, München 1994, ISBN 3-492-03688-0.